# نونو موريرا
نونو موريرا هو لاعب كرة قدم برتغالي، ولد في 16 يونيو 1999 في إسبينيو في البرتغال.